# Neostrotia albescens
Neostrotia albescens là một loài bướm đêm trong họ Noctuidae.